# Liubov Șutova
Liubov Șutova (rusă Любовь Андреевна Шутова; n. 25 iunie 1983, Novosibirsk) este o scrimeră rusă specializată pe spadă. 

## Carieră
Șutova a început să practice scrimă la vârsta de 12 ani cu antrenorul Sergei Dovgoșeia, care încă o pregătește pe ea în prezent.
A participat la Jocurile Olimpice din 2008 de la Beijing, ajungând în sferturile de finală, dar a pierdut cu românca Ana Maria Brânză. La Campionatul Mondial din 2009 de la Antalya, a trecut de campioana olimpică Laura Flessel-Colovic în sferturile, apoi de ucraineanca Anfisa Pocikalova. A învins-o în finala pe canadianca Sherraine Schalm, aducând Rusiei primul titlu mondial la spadă feminin.
La Jocurile Olimpice din 2012 de la Londra a fost eliminată în al doilea tur de ucraineanca Iana Șemiakina, care în cele din urmă a cucerit mediala de aur. La proba pe echipe, Rusia a pierdut în semifinală cu China, apoi a fost învinsă de Statele Unite în meciul pentru bronzul. La Campionatul Mondial din 2014 de la Kazan, Șutova a devenit campioană mondială și pe echipe, după Rusia a învins Estonia în finală.

## Legături externe
Materiale media legate de Liubov Șutova la Wikimedia Commons
- Prezentare la Federația Rusă de Scrimă
- Prezentare Arhivat în 20 august 2014, la Archive.is la Confederația Europeană de Scrimă